# باميلا والاس
باميلا والاس (بالإنجليزية: Pamela Wallace)‏ (و. 1949 – م) هي كاتبة سيناريو، وروائية، من الولايات المتحدة الأمريكية، ولدت في إكسيتير، تولاري، كاليفورنيا.

## جوائز وترشيحات
حصلت على جوائز منها:
- جائزة الأوسكار لأفضل كتابة "سيناريو أصلي"، عن عمل: الشاهد.

ترشحت لـ:
- جائزة الأوسكار لأفضل كتابة "سيناريو أصلي"، عن عمل: الشاهد.

## وصلات خارجية
- باميلا والاس على موقع IMDb (الإنجليزية)
- باميلا والاس على موقع قاعدة بيانات الفيلم (الإنجليزية)